# Hallignicourt
Hallignicourt est une commune française située dans le département de la Haute-Marne, en région Grand Est.

## Géographie
|                    | Saint-Eulien Marne | Villiers-en-Lieu   |
| Perthes            | Hallignicourt      | Saint-Dizier       |
| Sapignicourt Marne | Ambrières Marne    | Laneuville-au-Pont |

### Hydrographie
La commune est dans la région hydrographique « la Seine de sa source au confluent de l'Oise (exclu) » au sein du bassin Seine-Normandie. Elle est drainée par le canal de la Marne a la Saone, la Marne, la Fosse de Charles Quint, le Fossé 01 de l'Aulnaie, le Ru, le ru de Souris, le ru du Moulinet et le ruisseau de la Fontaine aux Frenes,.
Le canal de la Marne à la Saône est un canal à bief de partage au gabarit Freycinet, d'une longueur de 160 km reliant les vallées de la Marne et de la Saône, géré par les Voies navigables de France. 
La Marne  prend sa source sur le plateau de Langres, dans la commune de Saints-Geosmes (Haute-Marne) et se jette dans la Seine entre Charenton-le-Pont et Alfortville (Val-de-Marne) dans le quartier de Conflans-l'Archevêque. 
Le Fossé de Charles Quint, d'une longueur de 15 km, prend sa source dans la commune de Bettancourt-la-Ferrée et se jette  dans la Marne à Sapignicourt, après avoir traversé six communes. 

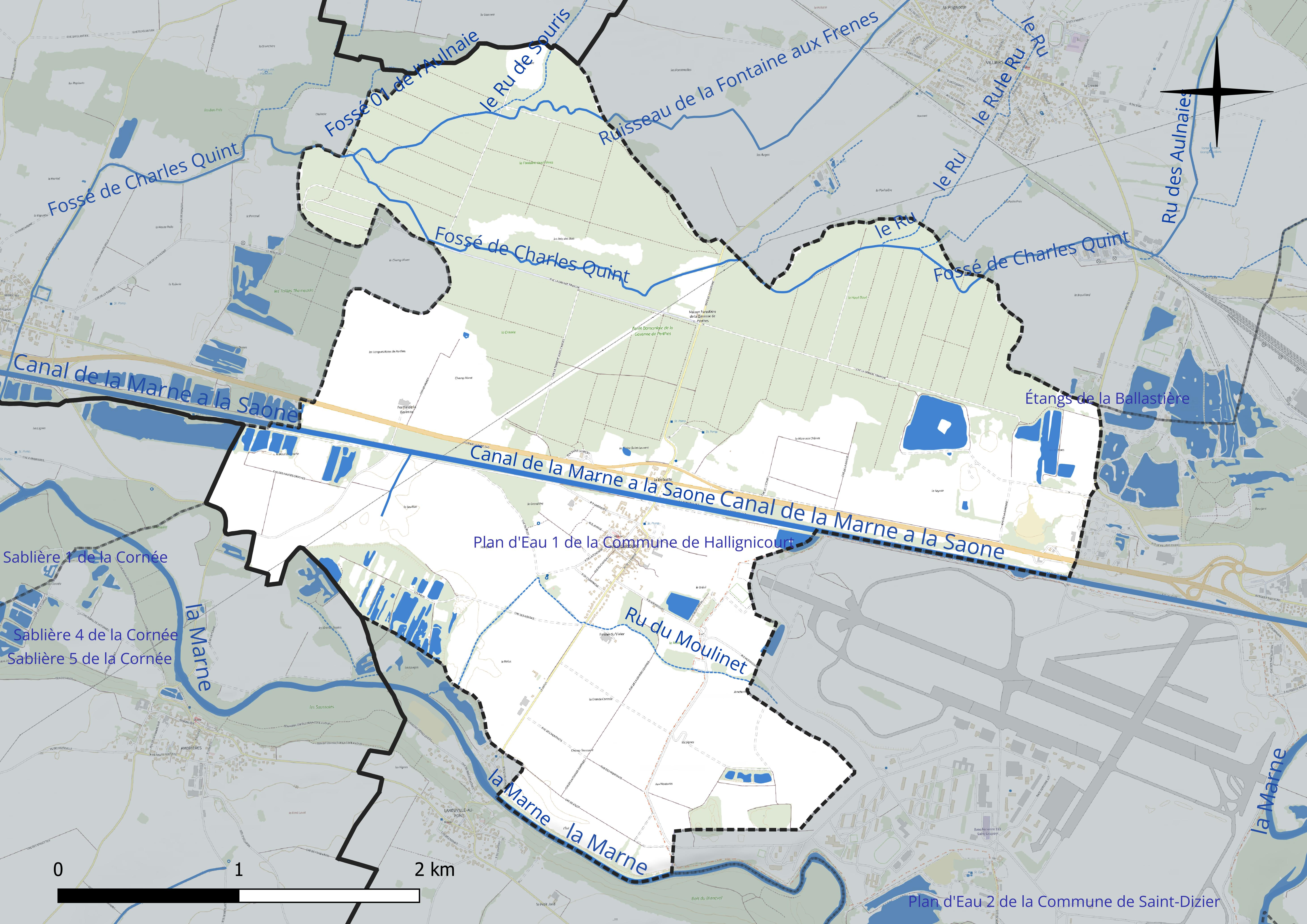
Réseau hydrographique d'Hallignicourt.

Trois plans d'eau complètent le réseau hydrographique : la station de Pompage de la commune de Sapignicourt, d'une superficie totale de 11,5 ha (0,2 ha sur la commune), le plan d'eau 1 de la commune de Hallignicourt, d'une superficie totale de 1,9 ha (1,4 ha sur la commune) et le plan d'eau 6 de la commune de Perthes, d'une superficie totale de 1 ha (0,1 ha sur la commune),.

### Climat
Pour des articles plus généraux, voir Climat du Grand Est et Climat de la Haute-Marne.
En 2010, le climat de la commune est de type climat des marges montargnardes, selon une étude du Centre national de la recherche scientifique s'appuyant sur une série de données couvrant la période 1971-2000. En 2020, Météo-France publie une typologie des climats de la France métropolitaine dans laquelle la commune est exposée à un climat océanique altéré et est dans la région climatique  Lorraine, plateau de Langres, Morvan, caractérisée par un hiver rude (1,5 °C), des vents modérés et des brouillards fréquents en automne et hiver. 
Pour la période 1971-2000, la température annuelle moyenne est de 10,2 °C, avec une amplitude thermique annuelle de 15,9 °C. Le cumul annuel moyen de précipitations est de 875 mm, avec 12,9 jours de précipitations en janvier et 9 jours en juillet. Pour la période 1991-2020, la température moyenne annuelle observée sur la station météorologique de Météo-France la plus proche, « Saint-Dizier », sur la commune de Saint-Dizier à 6 km à vol d'oiseau, est de 11,6 °C et le cumul annuel moyen de précipitations est de 794,5 mm. 
La température maximale relevée sur cette station est de 41,4 °C, atteinte le 25 juillet 2019 ; la température minimale est de −22,5 °C, atteinte le 14 février 1956,,. 
Les paramètres climatiques de la commune ont été estimés pour le milieu du siècle (2041-2070) selon différents scénarios d'émission de gaz à effet de serre à partir des nouvelles projections climatiques de référence DRIAS-2020. Ils sont consultables sur un site dédié publié par Météo-France en novembre 2022.

## Urbanisme

### Typologie
Au 1er janvier 2024, Hallignicourt est catégorisée commune rurale à habitat dispersé, selon la nouvelle grille communale de densité à sept niveaux définie par l'Insee en 2022.
Elle est située hors unité urbaine. Par ailleurs la commune fait partie de l'aire d'attraction de Saint-Dizier, dont elle est une commune de la couronne,. Cette aire, qui regroupe 72 communes, est catégorisée dans les aires de 50 000 à moins de 200 000 habitants,.

### Occupation des sols
L'occupation des sols de la commune, telle qu'elle ressort de la base de données européenne d’occupation biophysique des sols Corine Land Cover (CLC), est marquée par l'importance des territoires agricoles (48,8 % en 2018), en diminution par rapport à 1990 (50 %). La répartition détaillée en 2018 est la suivante : 
terres arables (38,3 %), forêts (32,4 %), milieux à végétation arbustive et/ou herbacée (9,3 %), zones agricoles hétérogènes (5,3 %), prairies (5,2 %), mines, décharges et chantiers (4,3 %), zones urbanisées (2,1 %), zones industrielles ou commerciales et réseaux de communication (1,7 %), eaux continentales (1,4 %). L'évolution de l’occupation des sols de la commune et de ses infrastructures peut être observée sur les différentes représentations cartographiques du territoire : la carte de Cassini (XVIIIe siècle), la carte d'état-major (1820-1866) et les cartes ou photos aériennes de l'IGN pour la période actuelle (1950 à aujourd'hui).

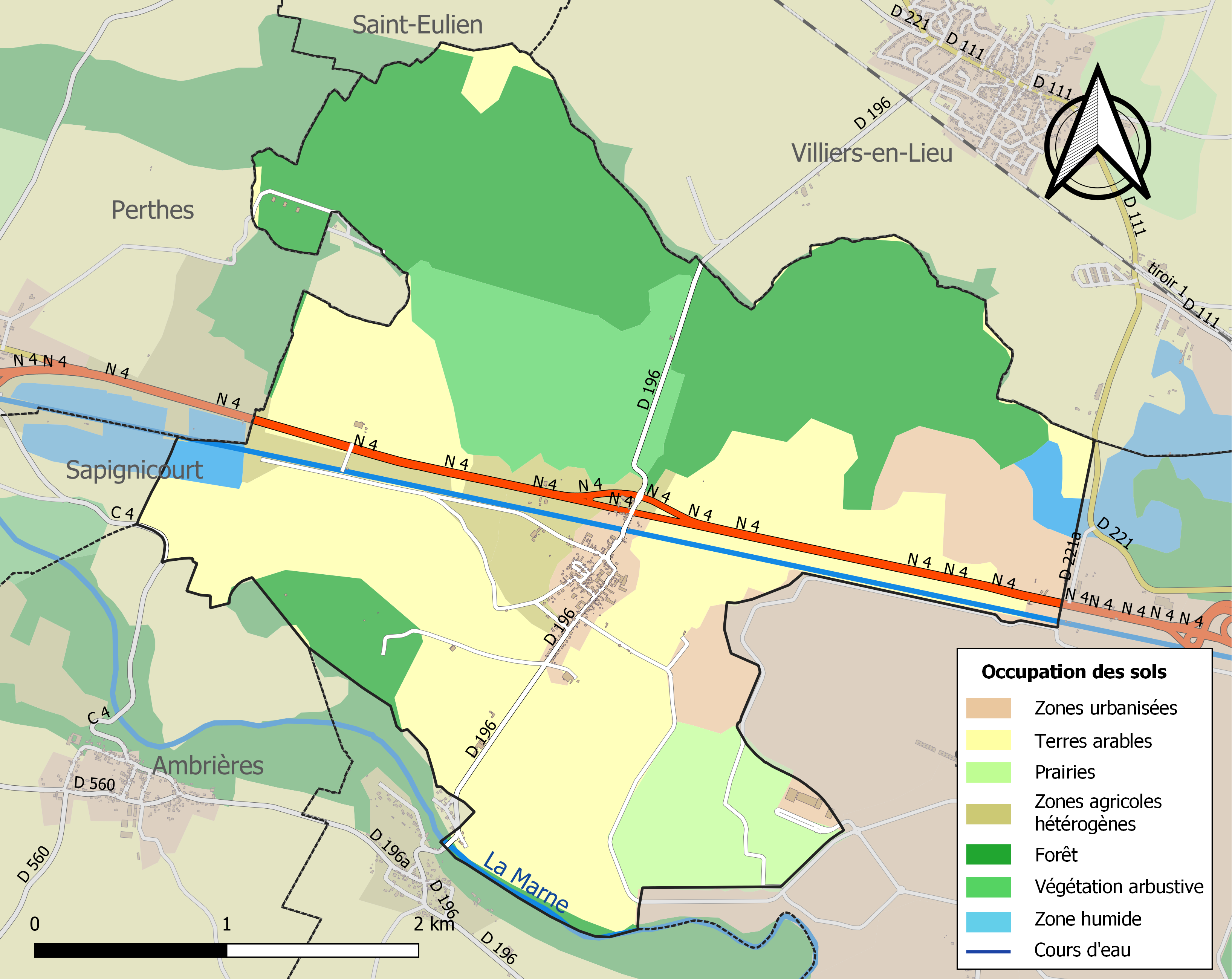
Carte des infrastructures et de l'occupation des sols de la commune en 2018 (CLC).

## Toponymie
Le nom de la localité est attesté sous les formes Aliniacacortis (854) ; In pago Pertense..…, in fine Alineiscurtis (875) ; Haliniecurtis (1140) ; Halineicurt (1151) ; Halineycuria (1208) ; Halignicort (1240) ; Hallignicort (1241) ; Harignecort (1250) ; Halignecort (1304) ; Halignycourt (1331) ; Halignincourt (1450) ; Halignicourt (1491) ; Halignecourt (1501) ; Hallignicourt (1565) ; Haillignicourt (1638).

## Histoire
Le 12 octobre 1971 s'écrase sur le territoire de la commune un Mirage IV de l'escadron de bombardement 2/93 « Cévennes » de la base aérienne 115 d'Orange, après la phase de décollage nocturne, lors d'un exercice d'entraînement des Forces aériennes stratégiques. Sont tués sur le coup les deux occupants de l'appareil, qui sont le capitaine Alain Penet (navigateur, 33 ans) et le lieutenant Jacques Constant (pilote, 28 ans).

## Politique et administration
| Période                                  | Période   | Identité             | Étiquette | Qualité |
| ---------------------------------------- | --------- | -------------------- | --------- | ------- |
| mars 1989                                | mars 2001 | Marie-Guy Schauss    | PCF       |         |
| mars 2001                                | En cours  | Marie-Annick Landréa |           |         |
| Les données manquantes sont à compléter. |           |                      |           |         |

## Population et société

### Démographie

#### Évolution démographique
L'évolution du nombre d'habitants est connue à travers les recensements de la population effectués dans la commune depuis 1793. Pour les communes de moins de 10 000 habitants, une enquête de recensement portant sur toute la population est réalisée tous les cinq ans, les populations de référence des années intermédiaires étant quant à elles estimées par interpolation ou extrapolation. Pour la commune, le premier recensement exhaustif entrant dans le cadre du nouveau dispositif a été réalisé en 2005.

En 2022, la commune comptait 241 habitants, en évolution de −15,14 % par rapport à 2016 (Haute-Marne : −4,62 %, France hors Mayotte : +2,11 %).
| 1793 | 1800 | 1806 | 1821 | 1831 | 1836 | 1841 | 1846 | 1851 |
| ---- | ---- | ---- | ---- | ---- | ---- | ---- | ---- | ---- |
| 330  | 303  | 325  | 321  | 380  | 379  | 380  | 363  | 408  |

| 1856 | 1861 | 1866 | 1872 | 1876 | 1881 | 1886 | 1891 | 1896 |
| ---- | ---- | ---- | ---- | ---- | ---- | ---- | ---- | ---- |
| 377  | 346  | 354  | 326  | 316  | 321  | 324  | 293  | 269  |

| 1901 | 1906 | 1911 | 1921 | 1926 | 1931 | 1936 | 1946 | 1954 |
| ---- | ---- | ---- | ---- | ---- | ---- | ---- | ---- | ---- |
| 265  | 248  | 244  | 205  | 234  | 227  | 248  | 261  | 274  |

| 1962 | 1968 | 1975 | 1982 | 1990 | 1999 | 2005 | 2006 | 2010 |
| ---- | ---- | ---- | ---- | ---- | ---- | ---- | ---- | ---- |
| 299  | 320  | 441  | 363  | 335  | 286  | 286  | 287  | 294  |

| 2015 | 2020 | 2022 | - | - | - | - | - | - |
| ---- | ---- | ---- | - | - | - | - | - | - |
| 282  | 248  | 241  | - | - | - | - | - | - |

## Culture locale et patrimoine

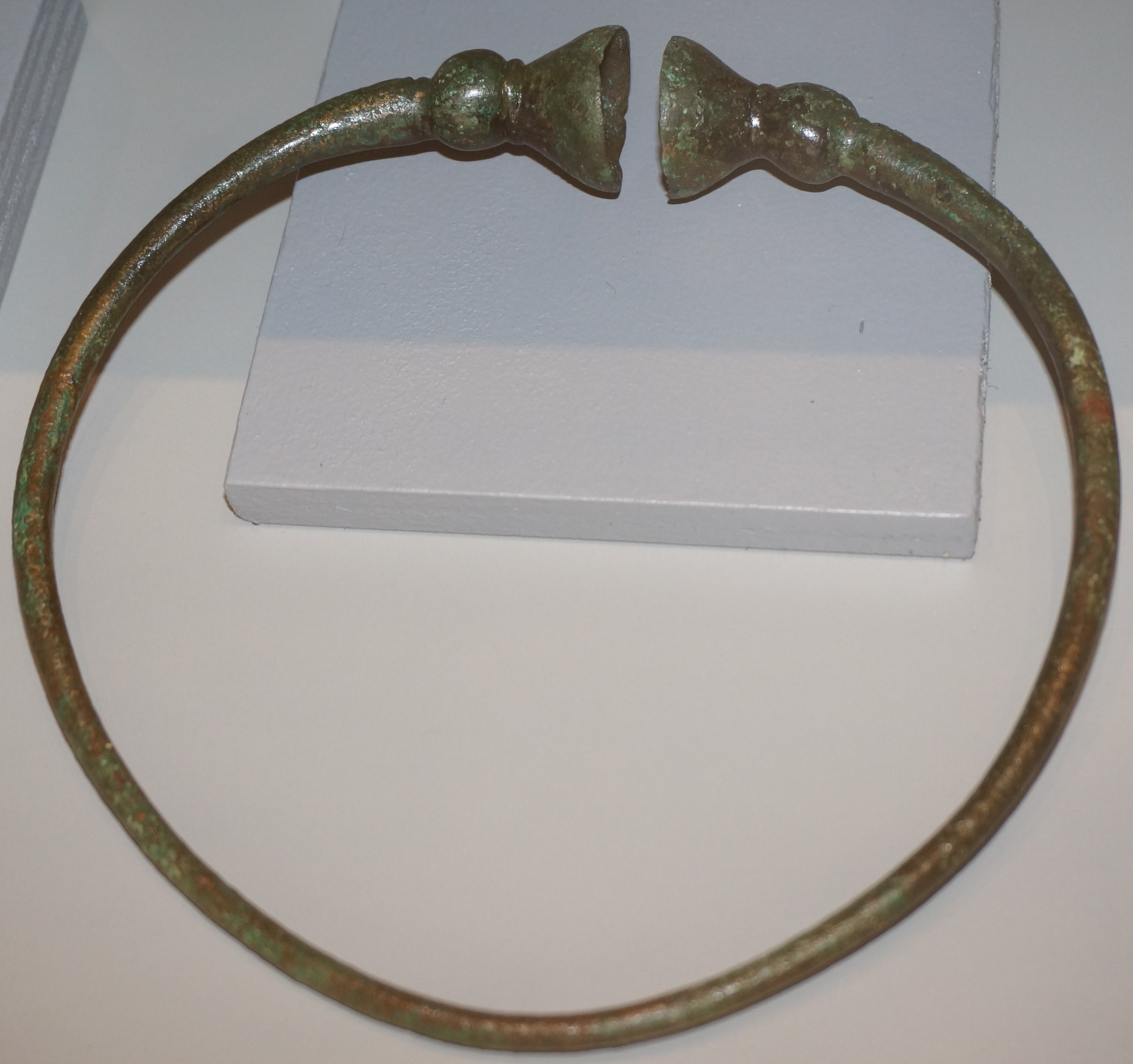
Torque trouvé sur la commune, présent au Musée municipal de Saint-Dizier.

### Lieux et monuments
- Église Saint-Martin.
- Stèle commémorative du crash le 12 octobre 1971 d'un Mirage IV de l'escadron de bombardement 2/93 « Cévennes » de la base aérienne 115 d'Orange, après la phase de décollage nocturne, lors d'un exercice d'entraînement des Forces aériennes stratégiques[23].

### Personnalités liées à la commune
- Roger Bisseron (1905-1992), coureur cycliste professionnel natif de la localité, champion de France sur route en 1930.